# Chiesa di San Martino (Drena)
La chiesa di San Martino è la parrocchiale di Drena nella Valle del Sarca in Trentino. Appartiene all'ex-decanato di Arco dell'arcidiocesi di Trento e risale al XVI secolo.

## Storia

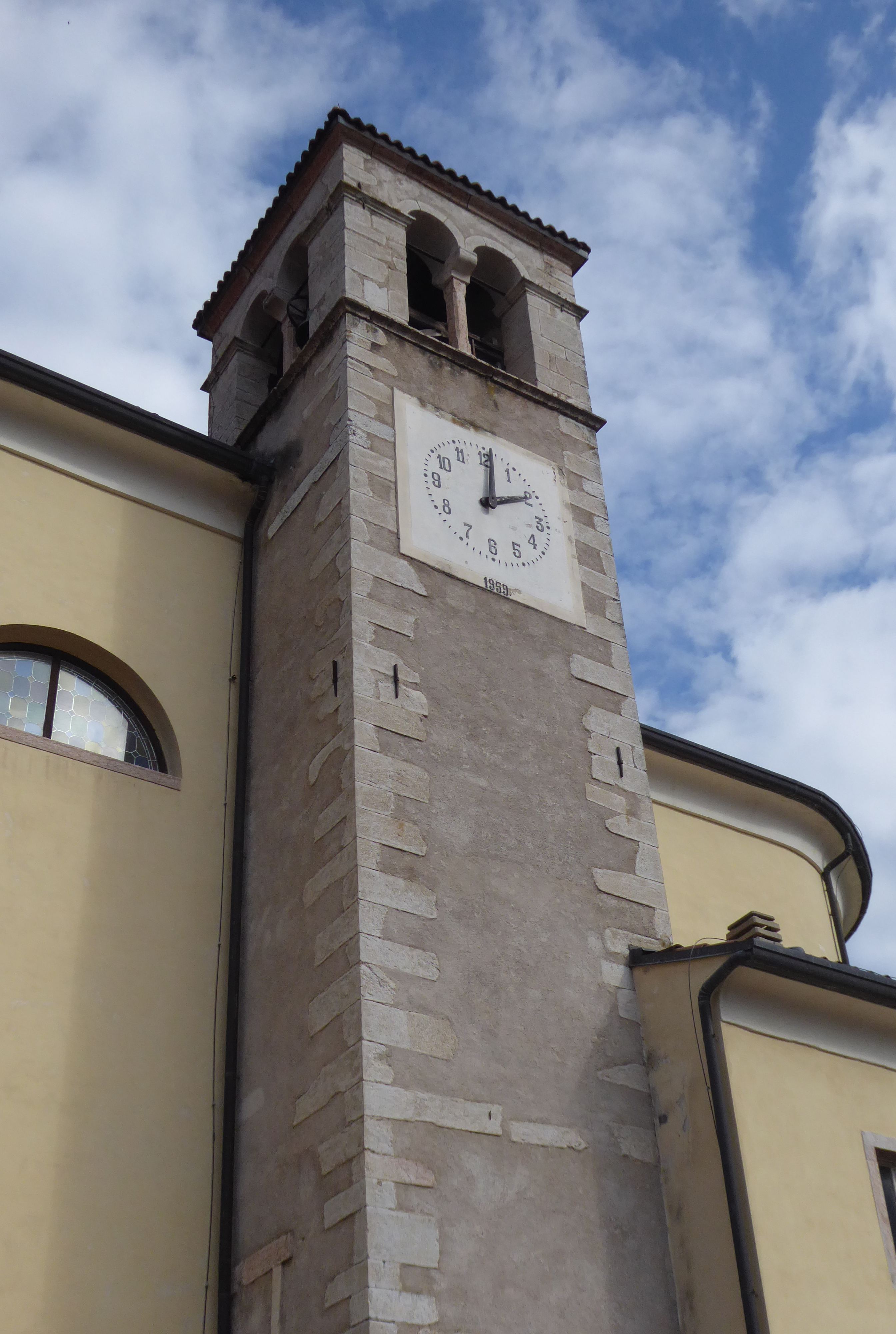
Campanile

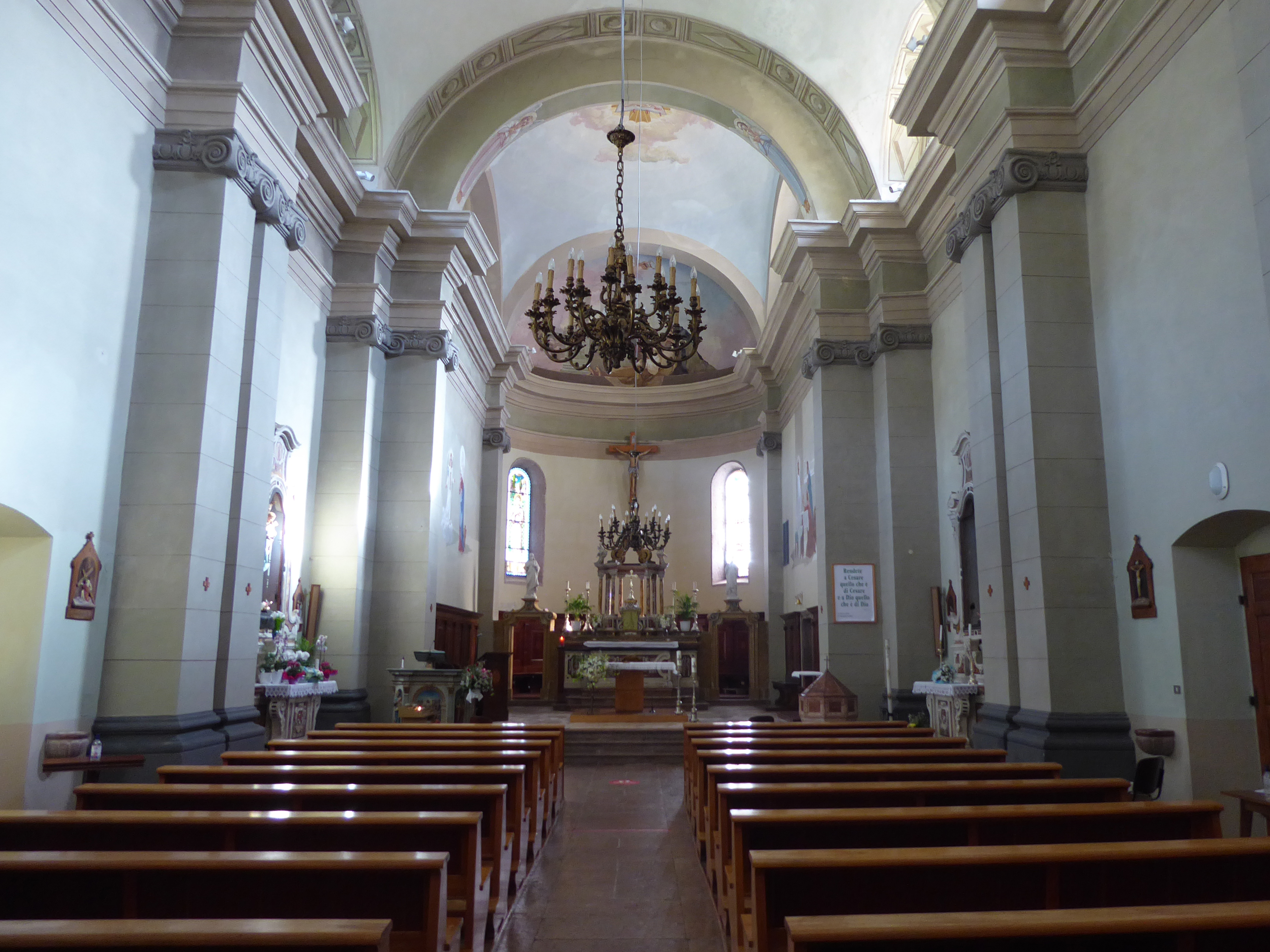
Interno

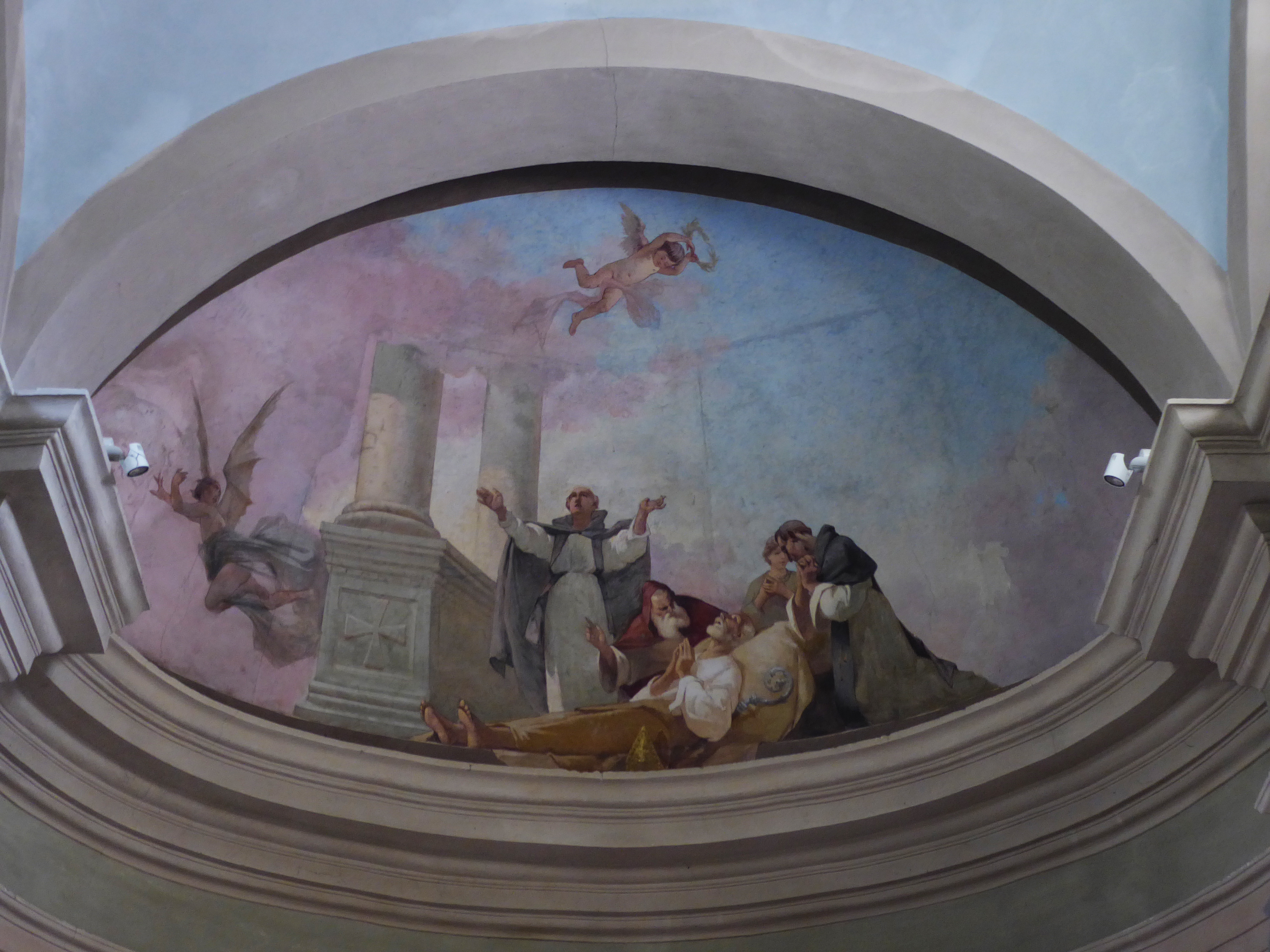
Affresco nella volta absidale raffigurante la Morte di san Martino

La prima menzione del luogo di culto si trova negli atti della visita pastorale del principe vescovo Bernardo Clesio del 1537. La descrizione che ci è pervenuta parla di una cappella con dedicazione a San Martino nell'abitato, che in quel periodo storico dipendeva dalla pieve di Cavedine, la chiesa di Santa Maria Assunta.
Una successiva visita nel 1583 rilevò la presenza di affreschi e ne registrò la mecessità di un loro restauro. La sua giurisdizione ecclesiastica mutò nel 1788, quando entrò nel decanato di Arco e venne legata alla pieve di Santa Maria Assunta di Arco.
Verso la metà del XIX secolo fu oggetto di una ristrutturazione radicale poiché l'edificio originario versava in pessime condizioni e dopo tali lavori gli interni vennero arricchiti di decorazioni ad affresco sia nella zona presbiteriale sia nella controfacciata da Giovanni Bevilacqua e Attilio Trentini. Autore del progetto di ricostruzione fu Giuseppe Caproni, padre del più noto Giovanni Battista Caproni, fondatore della Caproni.
Nel 1895 venne consacrata con cerimonia solenne.
Gli ultimi interventi importanti si sono registrati nel 1982 quando è stata ristrutturata la torre campanaria.

## Descrizione

### Esterni
L'orientamento della chiesa è verso sud-est. La facciata è semplice, in stile neoclassico con due lesene angolari ad incorniciarla e con un grande frontone triangolare. Il portale è architravato. La torre campanaria si trova in posizione arretrata sulla destra, nella parte meridionale della fiancata. Sul fusto si trova un grande orologio e la cella si apre con quattro grandi finestre a bifora.

### Interni
La navata interna è unica con la parte presbiteriale leggermente rialzata. Nella sala sono conservati due affreschi con l'Annunciazione e Cristo con i discepoli di Emmaus. L'affresco raffigurante la Morte di San Martino è contenuta nella parte absidale.